# Ronald DeFeo

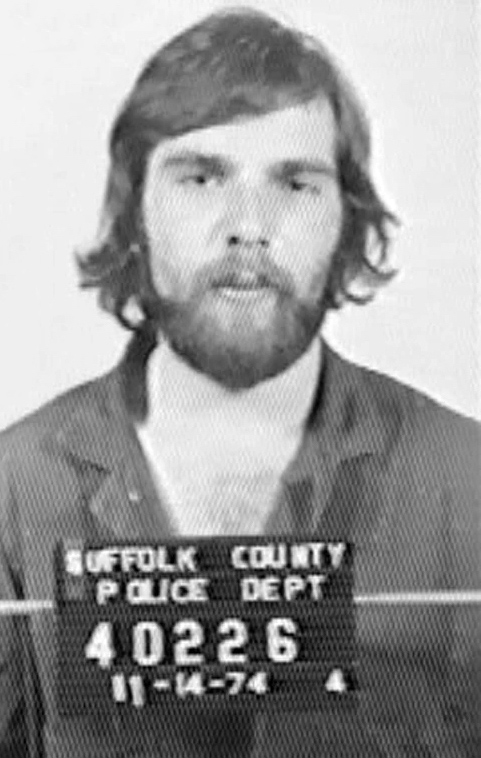

Ronald Joseph „Butch“ DeFeo (* 26. September 1951 in Brooklyn, New York; † 12. März 2021 in Albany, New York) war ein US-amerikanischer Mehrfach-Mörder, der im Jahr 1974 seine gesamte Familie in Amityville erschoss. Die Tat diente als Rahmenhandlung des 1979 erschienenen Hollywood-Films The Amityville Horror, der mehrere Fortsetzungen sowie ein Remake nach sich zog.

## Leben
Ronald wurde als erstes von fünf Kindern geboren. Er war der Sohn von Ronald Joseph DeFeo Sr. († 43) und Louise Marie Brigante-DeFeo († 42). Seine Geschwister waren Dawn Theresa († 18), Allison Louise († 13), Marc Gregory († 12) und John Mathew († 9). Zum Zeitpunkt der Morde wohnte die Familie in der 112 Ocean Avenue in Amityville im US-Bundesstaat New York. Ronald war am Tag der Tat 23 Jahre alt.
Über Ronald DeFeos Jugendzeit ist wenig bekannt; er besuchte die örtliche High School und soll so streitsüchtig gewesen sein, dass er diese verlassen musste. Außerdem konsumierte Ronald Drogen, was die Probleme mit Familie, High School und Freunden verstärkte. Innerhalb der Familie soll es häufig zu gewalttätigen Auseinandersetzungen mit dem Vater gekommen sein. Ronald sei dabei besonders oft Opfer der väterlichen Gewalt gewesen. Allerdings wird diese Aussage mit Vorsicht betrachtet, da Ronald selbst verhaltensauffällig war und sich seinem Vater oft widersetzte. Freunde, Nachbarn und unabhängige Zeugen beschreiben Ronald DeFeo Sr. als hilfsbereit und fleißig, Ronald DeFeo Jr. hingegen als streitsüchtig und unberechenbar. Ronald DeFeo Jr. behauptete in späteren Befragungen, seine Schwester Dawn habe ebenfalls Drogen genommen, doch konnte diese Aussage auf Grund des Todes von Dawn weder bestätigt noch widerlegt werden. Soweit bekannt, besuchte Ronald Jr. nach dem Abbruch der High School das Militär. Offenbar hoffte seine Familie, dies würde ihn wieder „auf die richtige Bahn bringen“. Doch nur wenige Monate später wurde Ronald auch dort entlassen, weil er wiederholt Streit provozierte und Drogen nahm. Nachdem er das neunte Schuljahr an der High School nachholte und nur mit Mühe bestand, beschaffte ihm sein Vater einen Aushilfsjob bei einer Autofirma.

## Morde

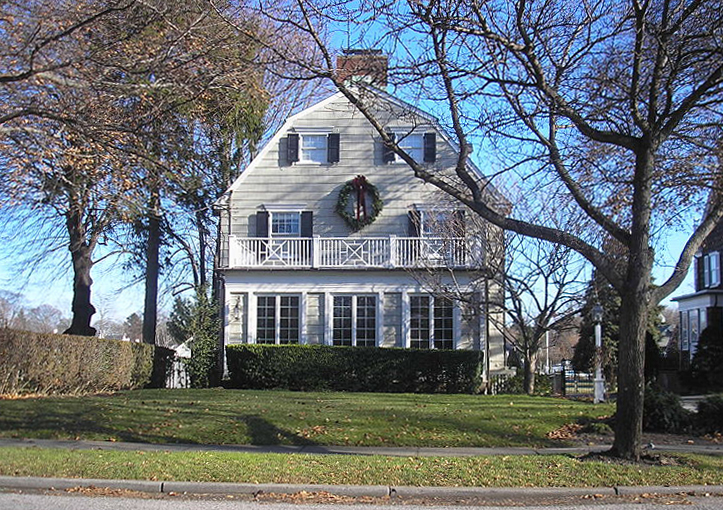
Das Originalhaus, in dem die Familie DeFeo getötet wurde. Bis 1979 war das Haus bis auf die Dachterrasse und das Geländer noch schwarz angestrichen und die Fenster und Türen weiß gerahmt.

Am frühen Abend des 13. November 1974 betrat Ronald DeFeo Jr. gemäß Polizeibericht eine Bar in Amityville und soll gerufen haben: „Ihr müsst mir helfen! Ich glaube, meine Mutter und mein Vater sind erschossen worden!“ Während ein Teil der Anwesenden zusammen mit Ronald zum Haus der DeFeos eilte, rief der verbliebene Rest die Polizei. Im Haus der DeFeos wurden schließlich die Leichen der Eltern sowie der vier Geschwister entdeckt. Alle Mordopfer lagen in ihren Betten und waren von hinten erschossen worden. Gemäß dem offiziellen Bericht des Suffolk County Police Departments gab es keinerlei Anzeichen für Fluchtversuche oder Kämpfe, offenbar wurden die Opfer im Schlaf überrascht. Tatwaffe war eine Marlin des Modells 336C. 
Nach eigener Aussage von Ronald hatte er nach der Tat ein Bad genommen, sich umgezogen und die blutbespritzten Kleidungsstücke entsorgt. Anschließend war er zur Arbeit gefahren, als sei nichts gewesen.

## Verhaftung und Verurteilung
Ronald DeFeo wurde von der Polizei zunächst in Schutzhaft genommen, nachdem Polizeibeamte gemutmaßt hatten, ein Mann namens Tony Mazzeo könnte der Täter sein, da dieser als vorbestrafter Auftragskiller bekannt und mit den DeFeos zeitweilig befreundet gewesen war. Dies stellte sich rasch als falsch heraus (Mazzeo hielt sich zum Tatzeitpunkt außerhalb des Bundesstaates auf) und am nächsten Morgen gestand Ronald, seine Familie selbst erschossen zu haben. Daraufhin wurde er verhaftet.
Am 14. Oktober 1975 begann der Gerichtsprozess gegen ihn. Sein Strafverteidiger, Dr. Daniel Schwartz, hatte versucht, auf Unzurechnungsfähigkeit zu plädieren, als Grund gab er eine angebliche Geistesgestörtheit Ronalds an. Ronald hatte behauptet, seine Familie getötet zu haben, weil fremde Stimmen in seinem Kopf es ihm befohlen hätten. Doch das Gericht befand diese Behauptungen sowie die Verteidigungsstrategie für unglaubwürdig. Da es eindeutige Hinweise dafür gab, dass er nach der Tat wohlüberlegt und rational gehandelt hatte, wurde er des Mordes für schuldig befunden und für jeden Mord zu je 25 Jahren Haft verurteilt.

## Motive und Fragen zum Tathergang
Unklar ist, ob Ronald DeFeo die Morde allein begangen hat oder ob es Tatbeteiligte gab. Hintergrund sind Anmerkungen in den Aufzeichnungen von Polizeibeamten und Tatortermittlern, nach denen die Reihenfolge der Tötungen ungewöhnlich schnell ablief. Für eine Mittäterschaft durch Zweite oder gar Dritte spricht der Umstand, dass offenbar keines der Opfer versucht hatte, zu fliehen oder Ronald anzugreifen. Die lauten Schüsse hätten die restlichen Familienmitglieder aufwecken müssen. Weiterhin hatte DeFeo in späteren Befragungen seine Schwester Dawn beschuldigt, mit ihm gemeinsam die Familie erschossen zu haben. Doch unmittelbar nach der Tat sei es zwischen den Geschwistern zum Streit und schließlich zum Handgemenge gekommen, in dessen Verlauf Ronald seine Schwester erschoss. Die Fundsituation der Leiche von Dawn – auch sie lag im Bett und war bei ihrem Auffinden bis zu den Schultern zugedeckt – sowie eine fehlende zweite Tatwaffe lassen jedoch Zweifel an der Aussage Ronalds aufkommen: Auch Dawn war von hinten erschossen worden, was gegen eine Kampfhandlung spricht.
Die tatsächlichen Motive für die Morde sind unbekannt. Da Ronald DeFeo bis zu seinem Tod bei jeder polizeilichen Befragung und bei jedem Interview widersprüchliche Angaben zum Motiv und zum Tathergang machte, liegen nur Mutmaßungen und Theorien vor. Eine davon betrachtet Habgier als mögliche Erklärung. Ronald DeFeo soll ungewöhnlich früh nach dem Ableben seiner Familie die Auszahlung der Lebensversicherung gefordert haben. Eine andere Vermutung lautet, dass er zunächst nur seinen Vater wegen häuslicher Gewalt aus Rachsucht und Hass tötete und den Rest der Familie beseitigte, um keine Zeugen fürchten zu müssen. Als ein drittes mögliches Motiv wird die Drogenabhängigkeit von Ronald angenommen, bereits in der Highschoolzeit stand er unter polizeilicher Beobachtung wegen Drogenmissbrauchs. Er hätte demnach seine Familie im Drogenrausch getötet.

## Verfilmung
Der Mordfall an der DeFeo-Familie erregte internationales Interesse, insbesondere die vom Gericht für unglaubwürdig befundenen Behauptungen von Ronald Jr., er sei vom Teufel oder von Dämonen besessen gewesen. Im Jahr 1975 bezog die Familie Lutz das Haus der DeFeos. Angeblich soll es schon bald zu Poltergeisterscheinungen gekommen sein, welche die Familie aus dem Haus trieben. Das Buch The Amityville Horror – A True Story von Jay Anson und George Lutz beschäftigt sich mit den Poltergeisterscheinungen. 1979 wurde es von Stuart Rosenberg unter dem Titel Amityville Horror verfilmt; es folgten sieben Fortsetzungen und eine Neuverfilmung im Jahr 2005.
Auch der 2016 erschienene Horrorfilm Conjuring 2 nimmt Bezug auf DeFeo und die Morde in Amityville.